# Rui Pereira
Rui Carlos Pereira (* 24. März 1956 in Duas Igrejas, Miranda do Douro, Portugal), meist Rui Pereira, ist ein portugiesischer Politiker der Sozialistischen Partei. Er leitete unter anderem bereits den portugiesischen Inlandsgeheimdienst und war Mitglied des Verfassungsgerichtes. Seit 2007 steht Pereira dem Innenministerium als Nachfolger von António Costa vor.

## Leben
Rui Carlos Pereira wurde am 24. März 1956 in der kleinen, nordportugiesischen Gemeinde Duas Igrejas im Kreis Miranda geboren. Seine Schulausbildung erhielt er in Chaves im Nachbarkreis Vila Real, sein Studium der Rechtswissenschaften und Jura schloss er mit dem Magister an der juristischen Fakultät der Universität Lissabon ab. Zwischen 1981 und 1997 lehrte er an der gleichen Einrichtung Straf- und Prozessrecht.
Zwischen 1983 und 1990 arbeitete Pereira hauptsächlich als Anwalt, dabei unter anderem beim Schiedsgericht der Lehrergewerkschaft im Groß-Lissabon. Daraufhin beriet er das portugiesische Verfassungsgericht als Beisitzer bis 1994. Ab 1995 unterstützte er die Regierung Guterres vornehmlich in zahlreichen Reformen des Strafrechts, Prozessrechts und der Straßenverkehrsordnung.
Zwischen 1997 und 2000 leitete er den portugiesischen Inlandsgeheimdienst Serviço de Informações de Segurança (SIS). Außerdem war Rui Pereira einer der Gründer des „Beobachtungsdienstes für organisierte Kriminalität und Terrorismus“, portugiesisch Observatório de Segurança Criminalidade Organizada e Terrorismo, dem er als Präsident gleichzeitig zwischen 2003 und 2007 vorstand. Von 2000 bis 2002 arbeitete er bereits als Staatssekretär im portugiesischen Innenministerium, wobei er für die PSP, GNR, die Straßenverkehrswacht und die Landeswahlkommissionen zuständig war. Zwischen 2005 und 2007 war Pereira wiederum für eine Kommission zur Strafrechtsnovellierung tätig, bis er am 4. April 2007 vom portugiesischen Parlament zu einem der 13 Verfassungsrichter gewählt worden. Zwischendurch gab es auch Spekulation für eine Wahl zum Generalstaatsanwalt, was sich durch die Wahl von Pinto Monteiro jedoch nicht bestätigte.
Nachdem die Sozialistische Partei bekannt gab den damaligen Innenminister António Costa als Kandidat für die vorgezogenen Kommunalwahlen Lissabons zu nominieren, schlug Premierminister José Sócrates Pereira als seinen Nachfolger vor. Nachdem Rui Pereira zunächst sein Amt als Verfassungsrichter niederlegte, das er somit nur einen Monat ausübte, wurde er am 17. Mai 2007 von Staatspräsident Cavaco Silva vereidigt.
In seiner Zeit als Dozent an der Universität Lissabon veröffentlichte er zahlreiche Aufsätze und Bücher zum Straf- und Prozessrecht.
Rui Pereira ist verheiratet und hat eine Tochter.